# Erin Pac
Erin Pac (n. 30 mai 1980, Farmington⁠(d), Connecticut, SUA) este o sportivă ce a reprezentat Statele Unite ale Americii, medaliată olimpică. A participat la o ediție a Jocurilor Olimpice (2010) în care a câștigat o medalie de bronz în proba de bob.

## Participări
Lista de mai jos prezintă principalele competiții la care a participat Erin Pac de-a lungul carierei.
- bobsleigh at the 2010 Winter Olympics – two-woman[*]